# Cyngen Glodrydd
Pour les articles homonymes, voir Cadell.
Cyngen ap Cadell (470? - ?), alias Cyngen Glodrydd (le Renommé) ou Concenn en anglais était un roi de Powys (est du Pays de Galles).

## Biographie
Cygen était le fils de Cadell « au Pommeau Rutilant » et descendait de Vortigern, le légendaire haut-roi de Grande-Bretagne. On ignore quand il monta sur le trône, mais on sait qu'il fut précédé par Rhyddfedd aux Taches de Rousseur qui fut probablement son oncle. Cyngen était en effet encore enfant, voire pas encore né quand on père mourut et il est possible que Rhyddfedd assura l'intérim, mais on ne sait rien des conditions dans lesquelles le pouvoir fut transmis en raison du manque d'archives.
Le surnom sous lequel Cygen est retenu est assez ironique si on considère qu'il apparaît peut-être dans le De Excidio Britanniae de Gildas le Sage (dont il était un contemporain) sous le nom d’« Aurelius Caninus » (c'est-à-dire: le Chien). Il serait alors le second des cinq rois fustigés par Gildas, lequel l'accuse d'entretenir la guerre civile en Grande-Bretagne. D'un autre côté, Cygen est également retenu pour son riche mécénat envers de nombreux saints et ses donations à l'église, ce qui le place dans une situation analogue à celle de son contemporain, le roi Maelgwn de Gwynedd.
Cyngen épousa Tanglwst verch Brychan (Sainte Tanglwst) et eut de nombreux enfants, dont Pasgen et Brochfael « Crocs-de-Chien » qui monteront chacun à leur tour sur le trône de Powys.
On ignore quand Cyngen mourut, mais on découvrit en 1761 ce qui est probablement sa stèle tombale utilisée comme une barrière à Tywyn et il fut peut-être enterré avec Saint Cadfan. Son fils Pasgen lui succéda.

## Article lié
- Aurelius Conanus